# Maria Monaci Gallenga
Maria Monaci Gallenga (Roma, 3 febbraio 1880 – Passignano sul Trasimeno, 28 giugno 1944) è stata una stilista e designer italiana.

## Biografia
Figlia di Ernesto Monaci, professore di filologia all'Università di Roma La Sapienza, e di Emilia Guarnieri, trascorre la giovinezza circondata dagli amici di famiglia, noti personaggi del mondo letterario e artistico dell'epoca.
Nel 1903 sposa Pietro Gallenga, insigne oncologo, con cui avrà quattro figli: Valeria (1904), Mario (1906), Ernesto (1910), morto a soli due anni, ed Emilia (1912)..
Dal 1913 espone alle mostre della Secessione Romana oggetti di arredamento, cuscini, e pannelli con disegni stampati con una tecnica che raffinerà nel tempo.

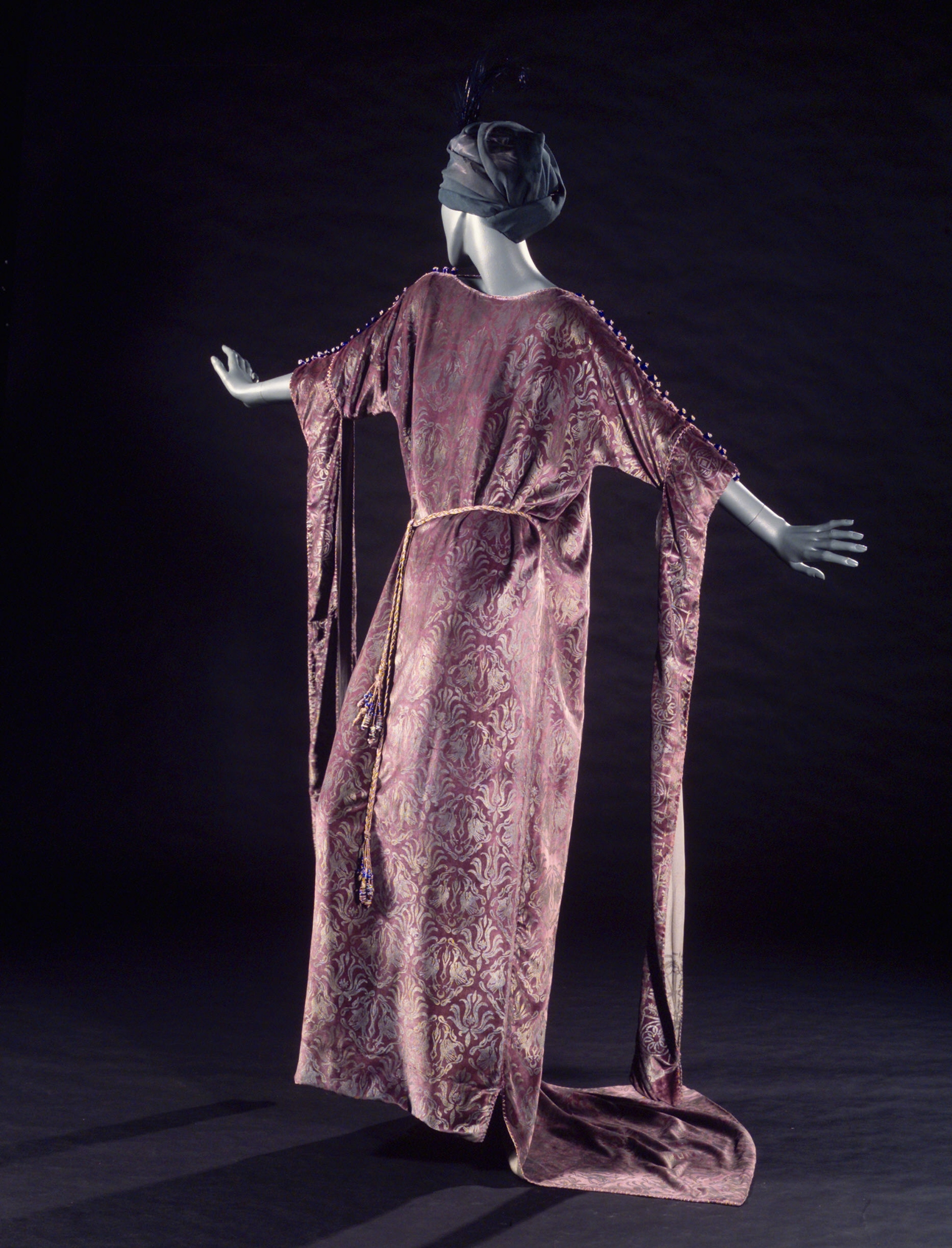
Evening dress. Abito creato nel 1920 ca. conservato al Metropolitan Museum di New York

Nel 1915 partecipa alla Panama-Pacific Exposition di San Francisco, dove espone 22 oggetti di abbigliamento femminile, decorati con disegni ispirati prevalentemente a modelli antichi. Questo le permette di farsi conoscere negli Stati Uniti, come testimoniano i numerosi manufatti da lei prodotti oggi conservati al Metropolitan Museum di New York. La clientela americana è affascinata dalle sperimentazioni della stilista, che trasforma il suo laboratorio in una vera e propria impresa.
Nel 1915 inizia il sodalizio con Vittorio Zecchin con cui partecipa a diverse esposizioni, ad Amsterdam nel 1922 e a Parigi nel 1925. Nel 1924 collabora con Antonio Maraini per la Biennale di Venezia e l'anno successivo con Marcello Piacentini, che fa per lei i disegni del sipario per il Teatro Quirino di Roma. Alcuni artisti dell'epoca, come Galileo Chini, Gino Sensani e Romano Romanelli, le forniscono i disegni per i suoi tessuti stampati. Con questi ed altri artisti condivide il programma dell'Ente nazionale per l'artigianato e la piccola industria, fondato nel 1925 per promuovere l'immagine del prodotto italiano nel mondo.
Partecipa all'Esposizione internazionale delle arti decorative a Parigi, dove apre una boutique che dal 1928 prende il nome di Boutique Italienne e diventa una vetrina permanente dei migliori prodotti dell’arte italiana.
Nel 1934 lascia la Francia, su cui si è abbattuta l’onda lunga della grande crisi, per fare ritorno al suo negozio romano, che svolge il ruolo di centro di aggregazione e di laboratorio di idee di artisti che operano in settori diversi. Si ritira dall'attività nel 1938, lasciando al figlio la conduzione del negozio di via Veneto, che diventa specializzato in interior design.
La fama di Maria Monaci Gallenga è legata all'invenzione di una particolare tecnica di stampa sui tessuti basata sull'uso di matrici di legno; su queste veniva prima applicata una sostanza collante e poi veniva pressate sul tessuto già preparato con polvere di pigmenti metallici in oro e argento. Caratteristico era il suo modo di sfumare un colore nell'altro, ottenendo un effetto che faceva sembrare il tessuto dipinto, anziché stampato. La fonte di ispirazione è costituita dai disegni degli artisti a lei coevi e dai modelli antichi, con una netta preferenza per quelli delle stoffe lucchesi trecentesche, generalmente composti da forme di animali e vegetali, uniti a formare motivi decorativi complessi. L’innovazione di Maria Monaci Gallenga consiste nella scomposizione dei modelli decorativi antichi e nella riaggregazione dei singoli elementi in gruppi più semplici.
Con Maria Monaci Gallenga, per la prima volta nella storia della moda italiana, il prodotto di moda acquisisce valore e dignità autonome rispetto al prodotto artistico. Per lei l'abito, gli accessori e i tessili per l’arredamento, ai quali torna a dedicarsi negli ultimi anni della sua vita, rappresentano lo strumento per diffondere capillarmente il gusto italiano concepito non solo come fatto estetico, ma anche, e soprattutto, come fusione delle arti nobili con quelle minori in oggetti destinati a diventare parte della vita quotidiana.

## Correlazioni stilistiche
L'abito da sposa collocato al Mint Museum of art di Charlotte, è presentato come uno dei pezzi della collezione più prestigiosi. I suoi motivi, dichiaratamente evocativi del Rinascimento italiano, inquadrano nello stesso tempo Maria Monaci Gallenga come la prima, tra i tanti stilisti dell'epoca, che seguì lo stile del designer Mariano Fortuny per quanto riguarda la forma, il taglio, i motivi delle decorazioni. Su un Catalogo del Mint Museum è scritto che la stilista italiana, come Fortuny, portò le belle arti nella moda. Insoddisfatta del gusto contemporaneo in voga ella prese ispirazione dai costumi storici del passato presentando il proprio stile come arcaico design dei vecchi maestri. L'abito al Mint è datato 1928 ed è firmato dalla stessa designer.

## Archivio
Il fondo Monaci Gallenga Maria fu acquistato da Umberto Tirelli nel corso degli anni Settanta ed è composto da abiti e accessori, e da 1.035 stampi di legno incisi a rilievo raffiguranti forme stilizzate di animali e vegetali.